# Humphrey (kot)
Humphrey (ur. ok. 1988, zm. w marcu 2006) – kot, który spełniał w okresie od października 1989 r. do 13 listopada 2003 r. funkcję myszołapa w siedzibie brytyjskiego premiera na Downing Street 10 w Londynie. Kot, który jak się przypuszcza miał ok. roku kiedy zaczął swoją "służbę", działał w okresie pełnienia urzędu przez Margaret Thatcher, Johna Majora i Tony'ego Blaira. Został nazwany na cześć wzorowego rządowego urzędnika, którego postać pojawiła się w dwóch brytyjskich serialach telewizyjnych: Tak, panie ministrze (Yes, Minister) i Tak, panie premierze (Yes, Prime Minister). Jego poprzednikiem był kot o imieniu Wilberforce.
Koszt utrzymania Humphreya wynosił 100 funtów szterlingów rocznie, z czego głównie zakupywano karmę. Jego zadaniem było wyłapywanie myszy i szczurów w kompleksie budynków na Downing Street, których zły stan techniczny (niektóre pochodzą nawet z XVIII wieku) oraz sąsiedztwo St. James's Park sprzyjają rozplenieniu się tych gryzoni.

## Zaginięcie
W czerwcu 1995 Humphrey zaginął. Downing Street nie poinformowało o tym fakcie dziennikarzy, fakt ten został odkryty przez pomyłkę. Dziennikarka The Times, Sheila Gunn, podczas rozmowy wspomniała jednemu z pracowników 10 Downing Street, że jej własny kot zmarł, a pracownik podzielił się z nią informacją, że nikt nie widział kota od wielu tygodni. Następnego dnia informacja o zaginięciu Humphreya pojawiła się na głównych stronach gazet.
Publikacja doprowadziła do odnalezienia kota w pobliskim Royal Army Medical College, gdzie odnaleziony parę dni wcześniej kot został uznany za zbłąkanego. Po powrocie na Downing Street, rzecznik prasowy wydał oświadczenie, w którym stwierdził, że kot jest bardzo zadowolony ze swojego pobytu na uniwersytecie, ale cieszy się z powrotu do polityki i nie może doczekać się wznowienia posiedzenia parlamentu.